# Platja de la Mar Bella
La platja de la Mar Bella és una platja situada a Barcelona al districte de Sant Martí. Fou creada arran de la remodelació urbanística que es dugué a terme arran dels Jocs Olímpics de Barcelona 1992.
Limita pel seu extrem nord-est amb l'espigó de Bac de Roda, que la separa de la platja de la Nova Mar Bella, i pel seu extrem sud-oest amb l'espigó del Ferrocarril, que la separa de la platja del Bogatell. Té una longitud de 515 m i una amplada mitjana de 43 m, de sorra de gra mig i un pendent d'entrada a l'aigua fort.
L'Agència Catalana de l'Aigua efectua un control quinzenal de la qualitat de l'aigua, durant la temporada de bany, amb el resultat d'excel·lent. Està guardonada amb la Bandera Blava, que reconeix internacionalment la qualitat de l'aigua i serveis.
Aquesta platja disposa d'un espai dedicat a platja nudista.
Igualment, disposa d'un espai de bar-discoteca nocturna durant el període estival orientada al públic homosexual on les nits d'estiu se celebren diverses festes. Durant el dia, aquest bar fa la funció que especifica. La part frontal del bar està orientada pel banyista gai.
Actualment compta amb les distincions de bandera blava i "ecoplayas" com a reconeixement a la seva qualitat i serveis.

Platges de Barcelona